# Cristopher Toselli
Cristopher Benjamín Toselli Ríos (Antofagasta, 15 de junho de 1988) é um futebolista chileno que joga como goleiro na Universidad de Chile.

## Clubes

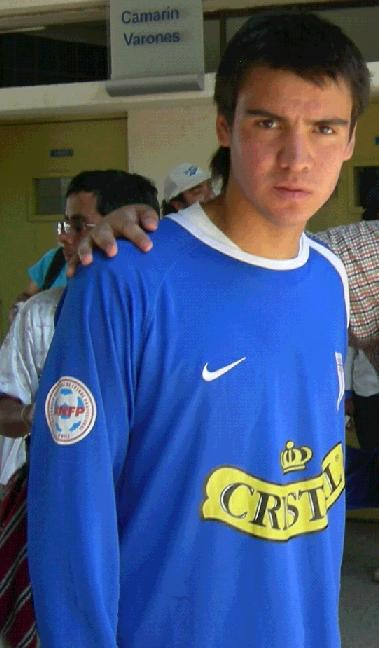
Toselli com 19 anos em 2007

Chegou na Universidad Católica em 2001. Após anos jogando nas categorias de base do clube, ele foi promovido ao time principal após a saída do goleiro Rainer Wirth para o Deportes Temuco por empréstimo.
Em 2009, sofreu uma lesão que o deixou 6 meses fora dos gramados.

## Seleção Chilena
Disputou o Campeonato Mundial de Futebol FIFA Sub-20 de 2007 pela Seleção Chilena Sub-20. Entre 2008 e 2009 foi convocado 10 vezes pela Seleção Chilena Sub-21. Em 2010, foi convocado pela primeira vez para a Seleção Chilena.

## Títulos
Universidad Católica
- Campeonato Chileno: 2010, 2016, 2019 e 2020
- Copa Noche del campeón: 2011
- Copa Chile: 2011
- Copa Ciudad de Temuco: 2012
- Supercopa de Chile: 2016 e 2019

Universidad de Chile
- Copa Chile: 2024

Seleção Chilena
- Copa América: 2016
- Torneio Internacional de Toulon: 2009
- China Cup: 2017

### Prêmios individuais
Melhor goleiro do Torneio Internacional de Toulon: 2009